# 607
607 је била проста година.

## Догађаји
- Визиготи, Аустразијанци, Неустријци и Лангобарди формирају савез против краља Теудерика II од Бургундије, чија су бака и сестра убиле Теудерихову жену Ерменбергу, кћер Витерика, краља Визигота. Борбе се воде око Нарбона, али је исход непознат.
- Краљица Брунхилда од Аустразије је уклонила Унцелена, војводу од Алеманије, након што му је одсечена нога као освета за Протадијеву смрт.
- Краљ Кеолвулф од Весекса се бори против Јужних Саса.
- 1. август – Царица Суико именује Оно но Имоко за званичног изасланика при Суду Суи (јапанске мисије у царској Кини). Она га шаље да ода почаст цару Јангдију и уручи чувено писмо принца-регента Шотокуа које почиње: „Син неба где сунце излази (Јапан), Сину неба где сунце залази (Кина), нека је добро здравље с тобом.
- 19. фебруар – Упражњено место које је постојало на папском трону, од претходне године Сабинијанове смрти, завршава се избором ђакона рођеног у Риму. Папа Бонифације III је именован за 66. римског епископа, али умире исте године.
- Цар Фока додељује Бонифацији III титулу „Универзални епископ“ у настојању да побољша односе са Римом.
- 11. октобар – Тома I постављен за 60. цариградског патријарха.
- Изграђен је будистички храм Хориу-ји у Икаруги, близу Наре (Јапан).